# Vologne
La Vologne è un fiume francese che scorre nel dipartimento dei Vosgi della regione del Grande Est e che sfocia nella Mosella.

## Geografia

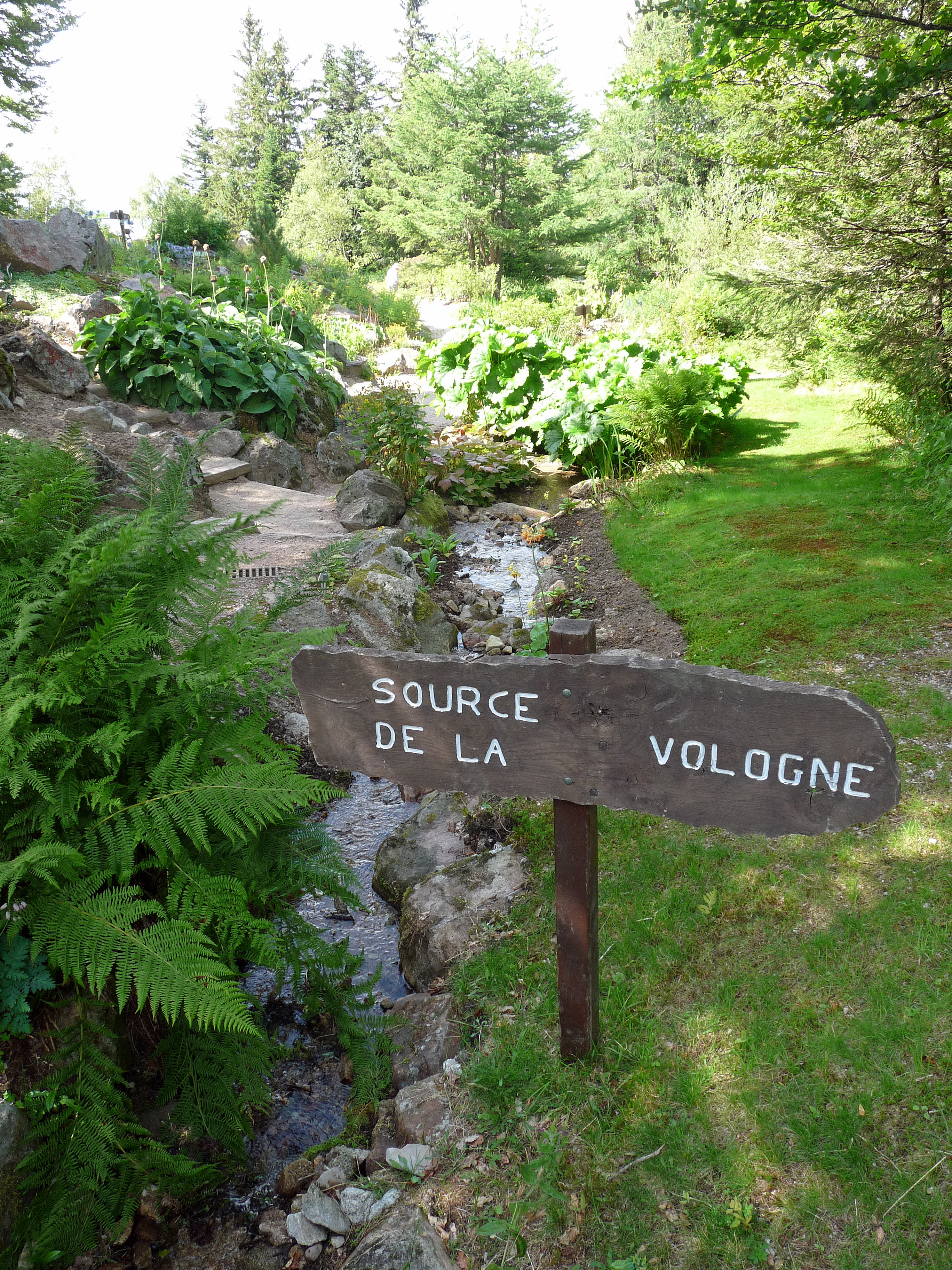
La sorgente della Vologne

La Vologne nasce a 1240 m s.l.m., sul massiccio dei Vosgi, nel comune di Xonrupt-Longemer. Scende rapidamente ad 800 m e scorre verso nord-ovest, formando la cascata Charlemagne, il lago di Retournemer e quello di Longemer prima di bagnare il paese. Forma un’altra cascata, il salto di Les Cuves, quindi riceve da sinistra la Jamagne ed imbocca una stretta e dritta valle che termina poco prima di Granges-sur-Vologne, alla confluenza con la Corbeline.
Piegando verso ovest, riceve da destra il maggior affluente, il Neuné, poi vira verso sud-ovest presso Laval-sur-Vologne. A Docelles vi confluisce da sinistra il Barba e subito dopo bagna Cheniménil, infine si getta nella Mosella presso Jarménil.